# Gare de Yeongdeungpo
La gare de Yeongdeungpo (hangeul : 영등포 ; hanja : 永登浦) est une gare ferroviaire de la ligne Gyeongbu. Elle est située au 846 Gyeongin-ro, dans l'arrondissement Yeongdeungpo-gu de Séoul en Corée du Sud. Gare du centre de Séoul elle permet des relations ferroviaire avec la région au sud-ouest de la ville. C'est une gare privée réalisée par Lotte Engineering & Construction. La gare héberge un grand magasin Lotte est est en correspondance directe avec la station Yeongdeungpo de la ligne 1 du métro de Séoul.

## Histoire
La gare de Yeongdeungpo est mise en service le 18 septembre 1899 sur la ligne Gyeongin (en). Elle devient une gare de la ligne Gyeongbu le 1er avril 1938. Le 1er avril 1943 la gare est renommée Namgyeongseong, puis elle retrouve son nom d'origine le 1er janvier 1949. Les installations sont détruites en 1950 durant la guerre de Corée.
Après le conflit, un nouveau bâtiment est mis en service le 12 janvier 1965. Elle devient une gare de « niveau 4 » en 1968.
La construction d'une nouvelle gare par l'entreprise Lotte Engineering & Construction débute en 1991 et est livrée au service le 1er mai 2006 elle s'inclut dans un ensemble qui comprend un grand magasin Lotte et la station du métro.

## Service des voyageurs

### Desserte
Elle est desservie par les services Mugunghwa, Saemaeul et KTX.

### Intermodalité
La gare est en relation directe avec la station Yeongdeungpo de la ligne 1 du métro de Séoul qui dispose des quais 1 à 5 en parallèles avec ceux de la gare. Elle est desservie par les rames des services omnibus et express de la ligne.